# XM174
XM174 — американский 40-мм автоматический гранатомет, разработанный на базе пулемёта Браунинг M1919 и гранатомета M79 с автоматической подачей патронов. Он использовался во время Вьетнамской войны в модификациях на отдельном треножном станке, а также использовался на машинах и самолётах.
XM174 заряжался двенадцатью 40-мм гранатами. Все 12 гранат могли выпускаться очередью, причём первая граната падала после того, как выстреливалась последняя. Гранатомёт также поддерживал полуавтоматический режим огня.
- 20th Special Operations Squadron
- Automatický granátomet XM174